# Championnat des Caraïbes de rugby à XV 2017
Navigation
Championnat des Caraïbes de rugby
 à XV 2016 Championnat des Caraïbes de rugby
 à XV 2018
Le Championnat des Caraïbes de rugby 2017 ou Caribbean Rugby Championship 2017 est une compétition organisée par Rugby Americas North qui oppose les nations caribéennes, le Mexique et une sélection du Sud des États-Unis, USA South, formation issue de l'United States of America Rugby South Territorial Union (USARS), l'une des 7 Territorial Unions de la Fédération américaine de rugby.

## Équipes engagées
La Zone Nord revient au format de l'édition 2015 avec un niveau de championnat de 4 équipes.
Les équipes des îles Turques-et-Caïques et des États-Unis Sud après avoir été absentes du tournoi de 2016 sont de retour. La République dominicaine est en compétition pour la première fois.
La Zone Sud est réduite à trois équipes.
| North Championship League - Bermudes - Îles Caïmans - Mexique - USA South | South Championship League - Barbade - Guyana - Trinité-et-Tobago |

| North Zone Cup League - Bahamas - République dominicaine - Îles Turques-et-Caïques |

## North Championship League

### Résultats
| 13 mai 2017 | Bermudes | 7-59 | Mexique |  |
| 13 mai 2017 |          |      |         |  |
| 13 mai 2017 |          |      |         |  |

| 14 mai 2017 | USA South | 39-5 | Îles Caïmans |  |
| 14 mai 2017 |           |      |              |  |
| 14 mai 2017 |           |      |              |  |

| 27 mai 2017 | Mexique | 36-29 | USA South |  |
| 27 mai 2017 |         |       |           |  |
| 27 mai 2017 |         |       |           |  |

| 3 juin 2017 | Bermudes | 15-28 | Îles Caïmans |  |
| 3 juin 2017 |          |       |              |  |
| 3 juin 2017 |          |       |              |  |

| 17 juin 2017 | USA South | Walk-over | Bermudes |  |
| 17 juin 2017 |           |           |          |  |
| 17 juin 2017 |           |           |          |  |

| 17 juin 2017 | Îles Caïmans | 39-17 | Mexique |  |
| 17 juin 2017 |              |       |         |  |
| 17 juin 2017 |              |       |         |  |

### Classement
| Rang | Nation       | J | V | N | D | Pm  | Pe | Diff | Pts |
| ---- | ------------ | - | - | - | - | --- | -- | ---- | --- |
| 1    | USA South    | 3 | 2 | 0 | 1 | 68  | 41 | +27  | 11  |
| 2    | Mexique      | 3 | 2 | 0 | 1 | 112 | 75 | +37  | 9   |
| 3    | Îles Caïmans | 3 | 2 | 0 | 1 | 72  | 71 | +1   | 9   |
| 4    | Bermudes     | 3 | 0 | 0 | 3 | 22  | 87 | -65  | 0   |

## South Championship League

### Résultats
| 13 mai 2017 | Barbade | 26-34 | Guyana |  |
| 13 mai 2017 |         |       |        |  |
| 13 mai 2017 |         |       |        |  |

| 27 mai 2017 | Trinité-et-Tobago | 36-16 | Barbade |  |
| 27 mai 2017 |                   |       |         |  |
| 27 mai 2017 |                   |       |         |  |

| 10 juin 2017 | Guyana | 24-17 | Trinité-et-Tobago |  |
| 10 juin 2017 |        |       |                   |  |
| 10 juin 2017 |        |       |                   |  |

### Classement
| Rang | Nation            | J | V | N | D | Pm | Pe | Diff | Pts |
| ---- | ----------------- | - | - | - | - | -- | -- | ---- | --- |
| 1    | Guyana            | 2 | 2 | 0 | 0 | 58 | 43 | +15  | 10  |
| 2    | Trinité-et-Tobago | 2 | 1 | 0 | 1 | 53 | 40 | +13  | 6   |
| 3    | Barbade           | 2 | 0 | 0 | 2 | 42 | 70 | -28  | 0   |

## Championship Finale
| 29 juillet 2017 | Guyana                                                                | 19 - 23 | USA South                                                                                   | National Park Rugby Field, Georgetown 400 spectateurs |
| 29 juillet 2017 | Essai(s) : Corbin, McKenzie (2) Transformation(s) : Crawford, Broomes |         | Essai(s) : Chermley, Gunderson, Erasmus Transformation(s) : Miller Pénalité(s) : Miller (2) | National Park Rugby Field, Georgetown 400 spectateurs |
| 29 juillet 2017 |                                                                       |         |                                                                                             | National Park Rugby Field, Georgetown 400 spectateurs |

## North Zone Cup League

### Résultats
| 6 mai 2017 | Îles Turques-et-Caïques | 24-15 | République dominicaine |  |
| 6 mai 2017 |                         |       |                        |  |
| 6 mai 2017 |                         |       |                        |  |

| 27 mai 2017 | Bahamas | 19-26 | Îles Turques-et-Caïques |  |
| 27 mai 2017 |         |       |                         |  |
| 27 mai 2017 |         |       |                         |  |

| 10 juin 2017 | République dominicaine | 5-40 | Bahamas |  |
| 10 juin 2017 |                        |      |         |  |
| 10 juin 2017 |                        |      |         |  |

### Classement
| Rang | Nation                  | J | V | N | D | Pm | Pe | Diff | Pts |
| ---- | ----------------------- | - | - | - | - | -- | -- | ---- | --- |
| 1    | Îles Turques-et-Caïques | 2 | 2 | 0 | 0 | 50 | 34 | +16  | 9   |
| 2    | Bahamas                 | 2 | 1 | 0 | 1 | 61 | 31 | +30  | 6   |
| 2    | République dominicaine  | 2 | 0 | 0 | 2 | 20 | 64 | -44  | 0   |